# Calliandra bella
Calliandra bella es una especie americana de la subfamilia de las mimosóideas dentro de las leguminosas (Fabaceae).

## Distribución
Es originaria de Brasil donde se encuentra en la Caatinga y la Mata Atlántica, distribuida por Bahía (Brasil).

## Taxonomía
Calliandra bella fue descrita por (Spreng.) George Bentham  y publicado en London Journal of Botany 3: 110. 1844.
Etimología
Calliandra: nombre genérico derivado del griego kalli = "hermoso" y andros = "masculino", refiriéndose a sus estambres bellamente coloreados.
bella: epíteto latino de  bellus que significa "bella".
Sinonimia
- Acacia bella Spreng.	basónimo
- Feuilleea bella Kuntze	[2]